# Шмелевидка лучистая
Шмелевидка лучистая (лат. Hemaris radians) — вид бабочек рода шмелевидки из семейства Бражники. Россия (южная Сибирь, Дальний Восток), Монголия, Китай, Корея, Япония.

## Описание
Размах крыльев около 4 см. Внешне напоминают шмелей (брюшко сверху пушистое, усики веретеновидные). Пьют нектар не садясь на цветки, а зависают возле них в воздухе.
Гусеницы питаются на растениях родов жимолость (Lonicera) и марена (Rubia) в России и на Lonicera japonica в Корее
.